# Netelia aspera
Netelia aspera là một loài tò vò trong họ Ichneumonidae.